# مجتمع صنعتی رفسنجان
مجتمع صنعتی رفسنجان یک منطقهٔ مسکونی در ایران است که در بخش مرکزی شهرستان رفسنجان واقع شده‌است. مجتمع صنعتی رفسنجان ۳۷ نفر جمعیت دارد.